# Aslambek Vadalov
Aslambek Vadalov, né le 3 avril 1971 à Ishkoy-Yurt en RSSA tchétchéno-ingouche, est un chef rebelle tchétchène. Il a été annoncé qu'il était devenu le deuxième émir de l'« émirat du Caucase », le 1er août 2010, après que Dokou Oumarov ait démissionné de son poste et nommé Vadalov en disant que « le djihad doit être mené par de plus jeunes et plus énergiques commandants ». La démission d'Oumarov a ensuite été démentie.
Aslambek Vadalov est décrit par la rébellion islamiste du Caucase comme un vétéran de la première guerre menée par les Russes en Tchétchénie, entre 1994 et 1996.